# Glickenhaus 007 LMH
La Glickenhaus 007 LMH è una autovettura da competizione costruita dalla Scuderia Cameron Glickenhaus per disputare, a partire dal 2021, il campionato del mondo endurance FIA nella categoria Le Mans Hypercar.

## Sviluppo
Il progetto della 007 LMH è iniziato a metà 2020 con i primi render della vettura che mostravano un'aerodinamica molto simile ad una LMP1. Il telaio è stato progettato e prodotto dalla valdostana Podium Advanced Technologies, responsabile anche della progettazione dell'elettronica. La realizzazione di motore e cambio è avvenuta, rispettivamente,  in collaborazione con Pipo Moteurs e XTrac.
Successivamente venne assemblato lo chassis e vennero presi accordi con Sauber per lo sviluppo aerodinamico della vettura e con Joest Racing per la gestione del team. La squadra ha continuato l'assemblaggio della vettura pezzo dopo pezzo; il fire up del motore è stato effettuato nel febbraio 2021. La carrozzeria è stata assemblata dopo il fire up e completando il tutto dopo che la parte posteriore è stata assemblata. Dopo aver confermato la line up per il 2021, l'Hypercar ha effettuato i suoi primi passi nella sede di Podium Engineering in Valle d'Aosta. La prima SCG 007 LMH è stata completata ed è scesa in pista per la prima volta all'autodromo di Vallelunga il 25 febbraio 2021 con l'obbiettivo di raccogliere informazioni sulla vettura per migliorare l'affidabilità in circuiti più tecnici; la squadra si è successivamente trasferita a Monza per effettuare una raccolta dati della vettura su situazioni ad alta velocità effettuando un programma di test più lungo. All'inizio della stagione 2021 del WEC, Glickenhaus ha confermato l'assenza della squadra per continuare a fare dei test e svolgere anche la prova di resistenza da 30 ore sul circuito di Aragon.

## Caratteristiche tecniche
La Hypercar americana, come descritto dal fondatore James Glickenhaus, è stata progettata nella galleria del vento di Sauber Motorsport dedicandosi allo sviluppo aerodinamico. La 007 dà all'occhio l'idea di una LMP1 (secondo le sagome) ma è stata estremizzata molto: il posteriore presenta un'ala di grandi dimensioni di larghezza e vari deviatori di flusso per permetterne la stabilità; l'anteriore ha un assetto molto ribassato per dare spazio anche ad enormi fari limitando anche le appendici aerodinamiche inserendole solo nella parte bassa dell'anteriore. Il bodywork in generale possiede un'aerodinamica che possiamo individuarle anche nelle vetture stradali o GT della casa americana. Il motore, un V8 da 90° biturbo non ibrido costituito da due blocchi da 4 cilindri ciascuno derivati dal motore della Hyundai i20 Coupe WRC, ha stimato una potenza reale stimata di 870 cv al banco prova ma è stato limitato a 680 CV per essere conforme ai regolamenti.

## Attività sportiva

### Campionato del mondo endurance 2021

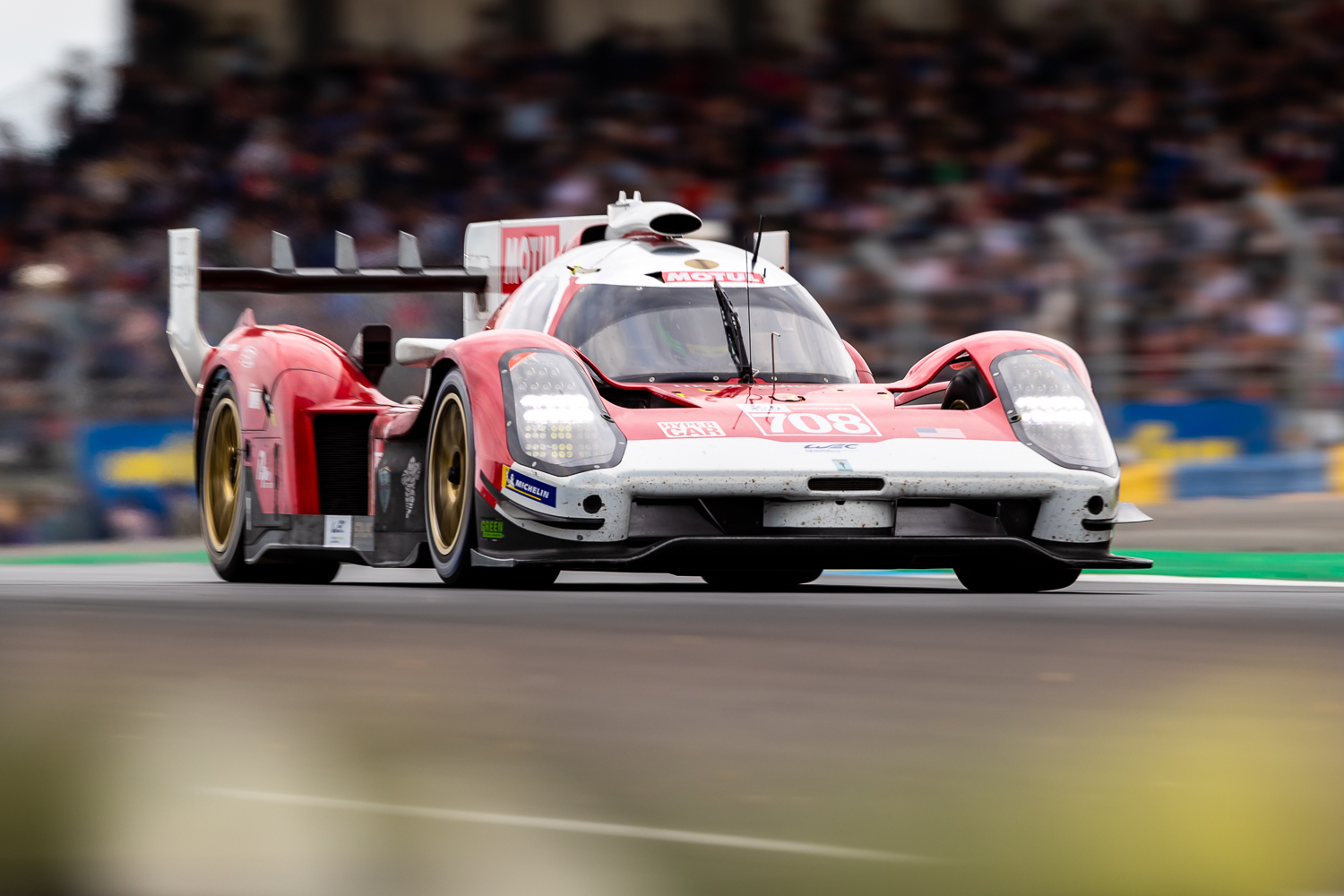
La 007 LMH alla 24 Ore di Le Mans 2021

In attesa della conclusione dello sviluppo della vettura, la SCG 007 LMH debutta nella 8 Ore di Portimão 2021, dove la Glickenhaus iscrive una sola 007 LMH con il numero 709 e l'equipaggio formato da Ryan Briscoe, Romain Dumas e Richard Westbrook. La vettura si è qualificata undicesima assoluta; durante la gara il pilota Ryan Briscoe entra in contatto con una Aston Martin GTE, costringendo la squadra ad effettuare una lunga sosta ai box per le riparazioni, terminando quindi la gara al trentesimo posto assoluto e ultimo posto di categoria a 54 giri dalla Toyota di Buemi, Nakajima e Hartley. Per la 6 Ore di Monza viene iscritta per la prima volta anche la seconda vettura e debutta quindi anche l'equipaggio formato da Gustavo Menezes, Olivier Pla e Pipo Derani sulla vettura numero 708, mentre sulla 709 Ryan Briscoe viene sostituito da Franck Mailleux. Durante la gara la vettura numero 708 è costretta a ritirarsi dopo 90 giri per un problema al cambio, mentre la 709 riesce a conquistare il primo podio nel mondiale endurance per la Glickenhaus.
Alla 24 Ore di Le Mans sono state iscritte entrambe le vetture, con Mailleux che sostituì Menezes sulla numero 708. Entrambe le vetture si qualificarono alla Hyperpole conquistando il quarto e quinto posto di partenza. Le due SCG 007 LMH riuscirono a concludere la gara, con la 708 quarta a 4 giri dalla Toyota vincitrice e la 709 quinta a 7 giri. La Glickenhaus non ha iscritto vetture alle ultime due gare stagionali in Bahrain per concentrare il budget sullo sviluppo delle vetture.

### 2022
A fine 2021 la Scuderia Cameron Glickenhaus annunciò che avrebbe partecipato al campionato del mondo endurance 2022 iscrivendo una sola vettura per le prime due gare per poi partecipare alla 24 Ore di Le Mans con entrambe le SCG 007 LMH.
Alla 6 Ore di Spa Briscoe è stato sostituito da Pipo Derani, campione in carica del Campionato IMSA WeatherTech SportsCar, per permettere all'australiano di prepararsi alla 24 Ore di Le Mans; in gara la vettura ha ottenuto il nono posto facendo segnare il giro più veloce e dopo essere partita dalla pole position, diventando il primo team nordamericano a ottenerne una nel WEC. Un altro podio stagionale arrivò alla 24 Ore di Le Mans, dove la vettura 709, affidata a Ryan Briscoe, Franck Mailleux e Richard Westbrook ha concluso terza assoluta, succeduta dalla vettura 708 di Pla, Dumas e Derani che arrivò quarta. Alla 6 Ore di Monza la 708, dotata di una nuova livrea azzurra, si trovava in prima posizione con un vantaggio di 40 secondi sulla seconda vettura ma fu costretta al ritiro al novantaseiesimo giro a causa di un guasto al turbocompressore.

### 2023
Anche per il campionato 2023 la Glickenhaus ha iscritto una sola vettura, la 708, che è stata affiancata dalla 709 alla 24 Ore di Le Mans.
Alla 1000 Miglia di Sebring 2023 la SCG 007 fu costretta al ritiro dopo 62 giri a causa di un guasto all'elettronica. Alla 24 Ore di Le Mans vennero ottenuti i migliori risultati stagionali, quando le due vetture schierate conclusero la gara al sesto e settimo posto assoluto. La 6 Ore di Monza 2023 è stata l'ultima gara disputata dalla Glickenhaus nel mondiale endurance prima dell'interruzione delle attività del team nel WEC.
A causa di difficoltà economiche dovute principalmente alla carenza di sponsor il team non si è iscritto alla 6 Ore del Fuji e alla 8 Ore del Bahrain. Nell'ottobre 2023 il team ha annunciato che non si sarebbe iscritto al campionato 2024 a causa della scarsa competitività e per concentrarsi sugli altri programmi.

## Risultati nel WEC
| Anno | Classe   | Piloti            | #   | 1   | 2   | 3   | 4   | 5   | 6   |     | Punti | Pos |
| ---- | -------- | ----------------- | --- | --- | --- | --- | --- | --- | --- | --- | ----- | --- |
| 2021 | Hypercar |                   |     | SPA | POR | MON | LMN | BHR | BHR |     | 37    | 3°  |
| 2021 | Hypercar | Gustavo Menezes   | 708 |     |     | Rit |     |     |     |     | 37    | 3°  |
| 2021 | Hypercar | Olivier Pla       | 708 |     |     | Rit | 4   |     |     |     | 37    | 3°  |
| 2021 | Hypercar | Pipo Derani       | 708 |     |     | Rit | 4   |     |     |     | 37    | 3°  |
| 2021 | Hypercar | Franck Mailleux   | 708 |     |     |     | 4   |     |     |     | 37    | 3°  |
| 2021 | Hypercar | Franck Mailleux   | 709 |     |     | 4   |     |     |     |     | 37    | 3°  |
| 2021 | Hypercar | Richard Westbrook | 709 |     | 29  | 4   | 5   |     |     |     | 37    | 3°  |
| 2021 | Hypercar | Romain Dumas      | 709 |     | 29  | 4   | 5   |     |     |     | 37    | 3°  |
| 2021 | Hypercar | Ryan Briscoe      | 709 |     | 29  |     | 5   |     |     |     | 37    | 3°  |
| 2022 | Hypercar |                   |     | SEB | SPA | LMN | MON | FUJ | BHR |     | 70    | 3°  |
| 2022 | Hypercar | Olivier Pla       | 708 | 3   | 9   | 4   | Rit |     |     |     | 70    | 3°  |
| 2022 | Hypercar | Romain Dumas      | 708 | 3   | 9   | 4   | Rit |     |     |     | 70    | 3°  |
| 2022 | Hypercar | Pipo Derani       | 708 |     | 9   | 4   | Rit |     |     |     | 70    | 3°  |
| 2022 | Hypercar | Ryan Briscoe      | 708 | 3   |     |     |     |     |     |     | 70    | 3°  |
| 2022 | Hypercar | Ryan Briscoe      | 709 |     |     | 3   |     |     |     |     | 70    | 3°  |
| 2022 | Hypercar | Franck Mailleux   | 709 |     |     | 3   |     |     |     |     | 70    | 3°  |
| 2022 | Hypercar | Richard Westbrook | 709 |     |     | 3   |     |     |     |     | 70    | 3°  |
| 2023 | Hypercar |                   |     | SEB | POR | SPA | LMN | MON | FUJ | BHR | 36    | 6°  |
| 2023 | Hypercar | Olivier Pla       | 708 | Rit | 8   | 13  | 6   | 8   |     |     | 36    | 6°  |
| 2023 | Hypercar | Ryan Briscoe      | 708 | Rit | 8   |     | 6   |     |     |     | 36    | 6°  |
| 2023 | Hypercar | Romain Dumas      | 708 | Rit | 8   | 13  | 6   | 8   |     |     | 36    | 6°  |
| 2023 | Hypercar | Nathanaël Berthon | 708 |     |     |     |     | 8   |     |     | 36    | 6°  |
| 2023 | Hypercar | Franck Mailleux   | 708 |     |     | 13  |     |     |     |     | 36    | 6°  |
| 2023 | Hypercar | Franck Mailleux   | 709 |     |     |     | 7   |     |     |     | 36    | 6°  |
| 2023 | Hypercar | Nathanaël Berthon | 709 |     |     |     | 7   |     |     |     | 36    | 6°  |
| 2023 | Hypercar | Esteban Gutiérrez | 709 |     |     |     | 7   |     |     |     | 36    | 6°  |

## La 007S
È prevista una produzione di 24 esemplari di 007 in versione stradale, denominati 007S. La versione stradale sarà dotata dello stesso motore impiegato nella versione da competizione, ma senza restrizioni regolamentari sarà in grado di erogare la piena potenza di 1 400 cv. L'auto sarà dotata di tre posti. Il posto del guidatore sarà in posizione centrale mentre i posti dei passeggeri saranno alloggiati ai lati dietro il posto del guidatore. Per la versione stradale è previsto un tempo su circuito del Nürburgring Nordschleife inferiore ai 6 minuti.
A giugno 2024 la Glickenhaus ha mostrato una foto della versione stradale della 007 LMH quasi completata.